# Skidmore, Owings and Merrill

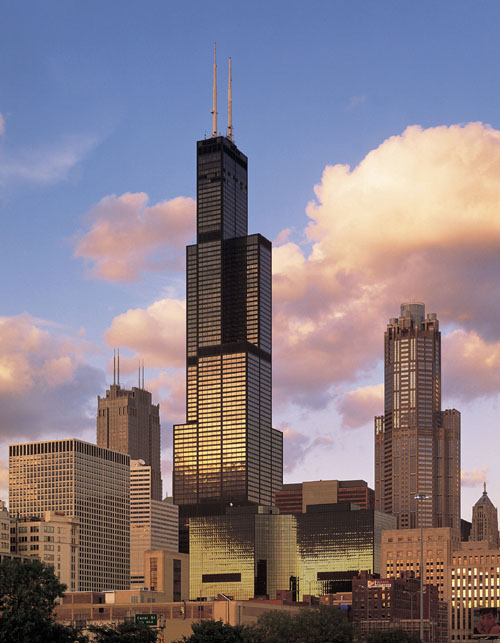
Skidmore, Owings and Merrill: Вілліс Тауер в Чикаго

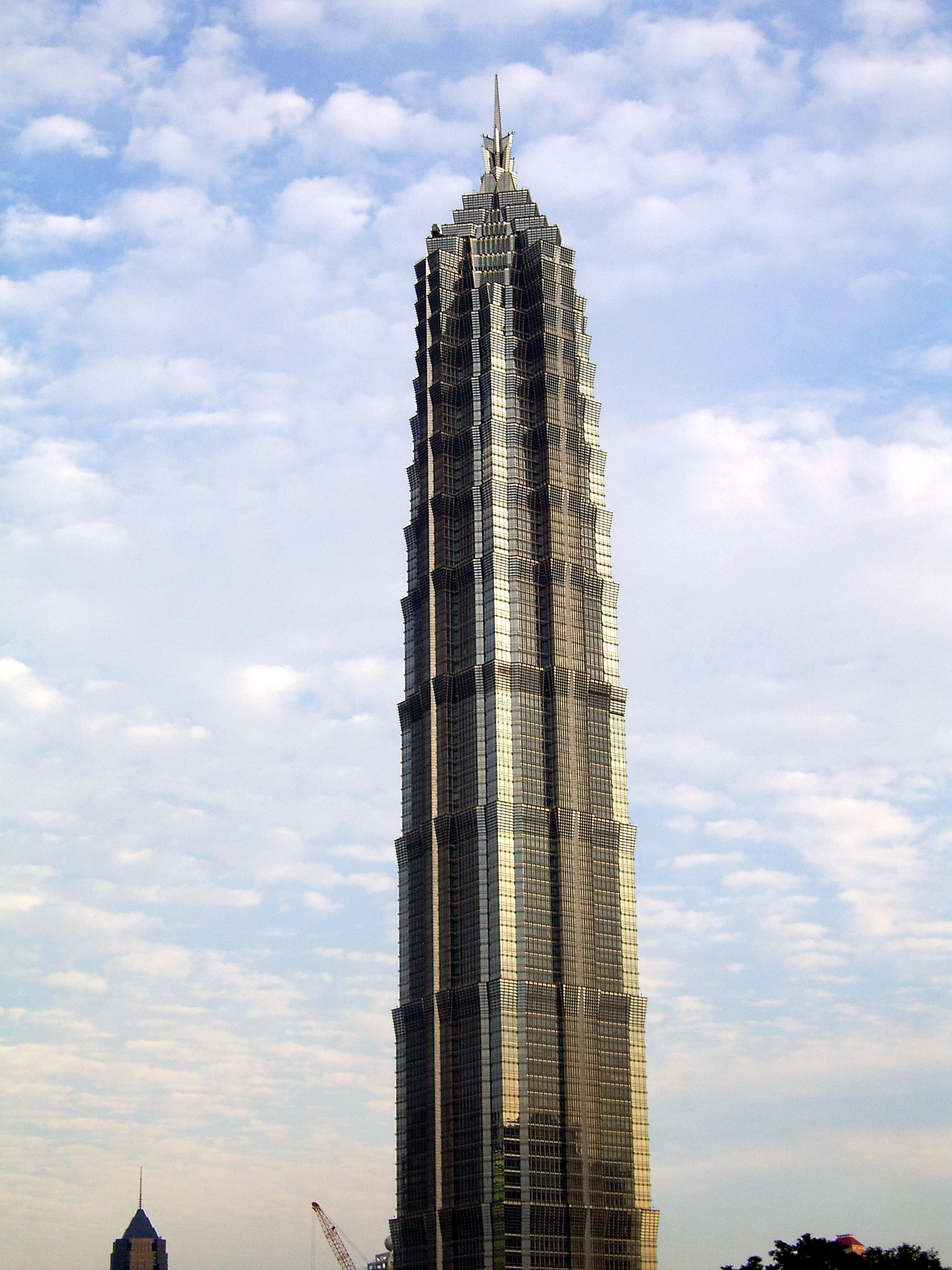
Skidmore, Owings and Merrill: Джин Мао в Шанхаї

Skidmore, Owings and Merrill LLP (SOM) — американське архітектурне бюро, засноване в Чикаго в 1936 році Луісом Скідмором та Натаніелєм Овінгсом, в 1939 до них приєднався Джон Меррілл. В 1937 році було створено філію в Нью-Йорку. SOM сприяла поширенню міжнародного стилю, спираючись у свою чергу на проекти Міс ван дер Рое. На сьогодні компанія є однією з найбільших архітектурних бюро США, спеціалізуються в основному на проектуванні офісних будівель високого класу, особливо надвисоких. В бюро працюють такі відомі архітектори, як Мирон Голдсміт, Брюс Грем, Фазлур Хан і Волтер Нетш.

## Найбільші роботи
- Lever House в Нью-Йорку, 1952
- Академія повітряних сил США в Колорадо-Спрінгз, 1958
- Банк Америки в Сан-Франциско, 1969
- Джон Генкок Центр в Чикаго, 1969
- Вілліс Тауер в Чикаго, 1973 — деякий час був найвищим будинком світу
- Башта Карлтон Центру в Йоганнесбурзі, 1973
- 63 Будинок в Сеулі, 1985
- Готель Арс в Барселоні, 1992
- Джин Мао в Шанхаї, 1998
- Вежа PBCom в Макаті, 2000
- Rondo 1 в Варшаві, 2006
- Midtown Tower в Токіо, 2007
- Фінансовий Центр Нанкін Грінленд в Нанкіні, 2009
- Пекінській міжнародний торговий центр, 3 вежа в Пекіні, 2009
- Міжнародний готель і вежа Трампа в Чикаго, 2009
- Бурдж Халіфа в Дубаї, 2010 — найвищий будинок світу

## Інтернет-ресурси
- Офіційний сайт
- Review of the 1954 Manufacturer's Hanover Trust Branch Bank in NYC
- Skidmore, Owings & Merrill Architecture on Google Maps
- Skidmore, Owings & Merrill photographs, circa 1945-1969 Held in the Dept. of Drawings & Archives, Avery Architectural & Fine Arts Library, Columbia University, New York City